# Zamperla
Antonio Zamperla S.p.A. es una empresa italiana fundada en 1966, fabricante de atracciones mecánicas, situada en la localidad de Altavilla Vicentina.
Está especializada en la fabricación tanto de atracciones transportables (entre ellas algunos modelos muy populares de pequeñas montañas rusas) como de atracciones fijas, concebidas para parques de diversión, centros de entretenimiento y recreación cubiertos.

## Historia
En 1963 Antonio Zamperladespués de haber abandonado la actividad de los espectáculos ambulantes, pone en marcha la fabricación de atracciones abriéndonse una nueva porción de mercado adaptando algunas atracciones de moda entre los adultos para niños: nacen así los autos de choque, el miniscooter, el primer go-kart itinerante y otras atracciones que se han convertido en clásicos del panorama de entretenimiento organizado. 
En 1972 el hijo Alberto ayuda al padre en la gestión de la sociedad, en calidad de responsable del departamento comercial y se ocupa prevalentemente del mercado europeo, para abrir en 1976 una oficina comercial en Montreal. A continuación, en 1979, teniendo presente que la mayor parte de las ventas eran para el mercado en Estados Unidos, esta oficina se traslada a New Jersey, fundando Zamperla Inc.
También en 1979, la empresa individual Antonio Zamperla se convierte en una S.L. y en 1988 en una S.A. En 1994, después del fallecimiento del padre, Alberto se convierte en presidente, manteniendo en cualquier caso el papel de director comercial. 
En 2005 el fundador de la empresa, Antonio Zamperla, es el primer italiano en ser inscrito en la International Association of Amusement Parks and Attractions Hall of Fame, el libro de honor de los grandes personajes de la industria de la diversión, donde resaltan nombres del calibre de Walt Disney y George Ferris (el inventor de la noria).
En 2011 Zamperla cuenta con 450 empleados,exporta el 96% del facturado en más de 90 países.

## Estructura
La empresa está subdividida en varios sectores, tales como el Art Deparment que se ocupa del estudio y creación de los diferentes temas de las atracciones,el Technical Department que se ocupa del proyecto de las mismas,el Production Department que se ocupa de su realización, el Sales Department para las ventas, el Customer Care y finalmente el Park Development que se ocupa del proyecto y desarrollo de un parque de diversiones.Antonio Zamperla SpA se identifica con el lema “One Stop One Shop”, es decir, una empresa capaz de ofrecer una gama completa de productos presentes en el mercado satisfaciendo las exigencias de los parques de diversión al tener áreas destinadas a diferentes targets.

## Proyectos

### Coney Island
Antonio Zamperla S.p.A. es seleccionada por CAI (Central Amusement International) en 2010 para restablecer y renovar la zona del luna park de Coney Island, la empresa toma de esta forma en gestión el parque de New York abasteciéndolo de solo atracciones Zamperla, representando así para la empresa el principal banco de pruebas para nuevas atracciones a introducir en el mercado.

### Victorian Gardens
Zamperla en 2003 hace posible la visión de Trump Organization transformando estacionalmente una parte de Central Park en un parque de diversiones de tipo tradicional en el que se colocan atracciones como la “Family Swinger”, “Samba Balloon”, “Aeromax”, “Convoy”, “Rocking Tug”, “Kite Flyer”.

### Wunderland Kalkar
Otro proyecto Zamperla conocido es el de Kernwaser, situado al norte de Düsseldorf, ex central nuclear que nunca entró en funcionamiento a causa de problemas de construcción y movimientos de protesta, se realiza así un parco tematizado, haciendo de la torre de enfriamiento del reactor nuclear el marco de la “Vertical Swing” firmada Zamperla.